# خليج جوزيف بونابرت
خليج جوزيف بونابرت (بالإنجليزية: Joseph Bonaparte Gulf) هو تكتل مائي كبير يقع قبالة سواحل الإقليم الشمالي من أستراليا وغرب أستراليا، ويشكل الخليج جزء من بحر تيمور. سمي الخليج باسم جوزيف بونابرت شقيق القائد الفرنسي نابليون وملك نابولي (1806 - 1808) ثم أسبانيا (1808 - 1813)، عُرف الخليج من قبل المستكشف الفرنسي الطبيع نيكولاس بودان في عام 1803. الخليج يعرف هو في أستراليا باسم خليج بونابرت.

## الوصف
يصب نهر كيب ونهر فيكتوريا في الخليج من ناحية الإقليم الشمالي الأسترالي، وعلى مقربة من إقليم أستراليا الغربية وحدود الإقليم الشمالي. نهر واورد، ونهر بنتيكوست، ونهر دراك، ونهر الملك ونهر فورست يصبون في خليج كامبريدج، وهو الخليج الآخر الذي يقع داخل الجزء الجنوبي من خليج جوزيف بونابرت.
يعد خليج جوزيف بونابرت منطقة مهمة للطيور التي تقع في الطرف الجنوبي الشرقي من الخليج. وحوض بونابرت هو حوض رسوبي واسع كامن في الخليج ويشكل جزء كبير من بحر تيمور.